# Pałac w Międzylesiu (województwo lubuskie)
Pałac w Międzylesiu (niem. Schloss Walddorf, Finkenhäuser) – zabytkowy pałac w przysiółku Międzylesie (Gościeszowice).
Pałac wybudowany w pierwszej połowie XIX w. i przebudowany w  1870.